# 深見梨加
深見 梨加（ふかみ りか、1963年8月8日 - ）は、日本の女性声優、ナレーター。埼玉県秩父市出身。フリー。旧芸名は深見 理佳、深実 りか。

## 経歴
幼少期は自意識過剰で喋らない子供だったが、高校時代に先輩たちが活発に動いていた姿を見て憧れ、放送部に所属し、NHK杯全国高校放送コンテストの県大会で最優秀賞を受賞し、全国大会で2年連続出場する。
埼玉県立秩父高等学校卒業後、フリーのアナウンサーになろうと思い、オーディションなどの情報を集めるため、専門学校東京アナウンス学院放送声優科に進学し、1年間通う。アルバイトとしてコンサート、遊園地のヒーローショーの司会、デパートの店内放送などをしていた。
同学院卒業後、同人舎プロダクションのオーディションに合格し、同プロダクションに所属し、テレビアニメ『ときめきトゥナイト』で声優デビュー。その後、紅屋25時、ビーボに所属し、2019年7月1日よりフリーとなる。
2020年に第14回声優アワード高橋和枝賞を受賞。
2024年、山寺宏一、梶裕貴ら他の有名声優26名と共同で、本人に無断で学習・生成される生成AI音声や映像に反対する有志の会として『NOMORE 無断生成AI』を結成した。

## 人物
声種はアルト。
外画や海外ドラマの吹き替えではシャロン・ストーン、ジョディ・フォスター、ジュリア・ロバーツ、キャサリン・ゼタ＝ジョーンズ、サンドラ・ブロック、アンジェリーナ・ジョリー、ハル・ベリーなどを担当する。
テレビアニメでは『美少女戦士セーラームーン』シリーズで愛野美奈子（セーラーヴィーナス）役を担当する。同シリーズで共演した篠原恵美と生年月日が同じで、誕生日合同イベントを開催したことがある。
趣味は海外旅行。ソースネクスト社のソフトウェアの特打式速読では、シンディー役で出演もしている。海外旅行のツアーで親しくなった人の結婚式の司会もしたことがある。その他の趣味はスポーツ観戦（特に野球）、ソフトテニス。特技は催眠術（米国公認ヒプノセラピストの資格あり）、けん玉（けん玉検定3級の資格あり）。その他の資格はアニマルコミュニケーター、FP（ファイナンシャルプランナー）二級、マインドフルネスタッピング スペシャリスト。2014年の時点で、ふなっしーにはまっており、部屋にふなっしーグッズが溢れ返っているという（2014年10月14日放送『ライオンのごきげんよう』において、夫の津田英佑によって「悩み」として告白された）。
小学校時代はコーラス部に所属していた。
落語家の林家たい平とは、在学していた小学校（秩父市立花の木小学校）、中学校（秩父市立秩父第二中学校）、高校が共に同じである。

## 出演
太字はメインキャラクター。

### テレビアニメ
1982年
- ときめきトゥナイト（少女）

1983年
- 伊賀野カバ丸（受付嬢、女生徒A、女生徒B、農婦B、バレー部員A 他）
- 魔法の天使クリィミーマミ（1983年 - 1984年、女子A、女子社員、出題者の声、王子 他）

1984年
- 魔法の妖精ペルシャ（冬木冬太）

1985年
- ダーティペア（秘書、モモ子）
- タッチ（上杉和也〈子供時代〉、女生徒B、女生徒A、新田の母）
- 忍者戦士飛影（シャフ）
- ルパン三世 PARTIII

1986年
- あんみつ姫（ETの妻）
- ハイスクール!奇面組（樫桐安香）
- マシンロボ クロノスの大逆襲（メリル）
- ロボタン（竹松ウメ）

1987年
- 機甲戦記ドラグナー（秘書）
- シティーハンター（1987年 - 1988年、スチュワーデス、誠、美穂、女の子たち、ジロー 他） - 2シリーズ

1988年
- F-エフ
- トランスフォーマー 超神マスターフォース（スチュワーデス）

1989年
- 美味しんぼ（女）
- エスパー魔美（幸司）
- 昆虫物語 みなしごハッチ（ハチコさん）
- YAWARA!（1989年 - 1991年、女C〈真理子〉、女A、大俵）

1991年
- ハイスクールミステリー学園七不思議（大泉綾子、川崎先生）
- 魔法使いサリー（1989年版）（ひろこ）

1992年
- 元気爆発ガンバルガー（1992年 - 1993年、霧隠やよい、武田桂、結城秋絵）
- 美少女戦士セーラームーン（1992年 - 1997年、愛野美奈子 / セーラーヴィーナス、西村レイカ / 妖魔リコウケイダー） - 5シリーズ
- 魔法のプリンセス ミンキーモモ（ルビー）

1993年
- 機動戦士Vガンダム（ヘレン・ジャクソン）
- 剣勇伝説YAIBA（1993年 - 1994年、かぐや）
- ジャングルの王者ターちゃん♡（1993年 - 1994年、大道師〈蓮抱〉、リンリン）
- それいけ!アンパンマン（ストーンマン、ねがい星〈初代〉）
- ツヨシしっかりしなさい（みどり）
- 熱血最強ゴウザウラー（洋二の母）

1995年
- 愛天使伝説ウェディングピーチ（アクエルダ）

1996年
- 名探偵コナン（1996年 - 2005年、谷口美香、日向幸、磯貝渚、市村菊乃）

1997年
- キューティーハニーF（早見大子）
- 金田一少年の事件簿（1997年 - 1999年、美作碧、月島冬子、霧山小夜子、西村志保）

1998年
- 鉄コミュニケイション（アンジェラ）
- MASTERキートン（ベラスコの愛人）

1999年
- 課長王子（ハミル）
- 星界の紋章（スポール）
- ゾイド -ZOIDS-（1999年 - 2000年、ヴィオーラ）
- 火魅子伝（壼与、雲母）

2000年
- 星界の戦旗（2000年 - 2001年、スポール） - 2シリーズ
- ビックリマン2000（戦神カリユガ）

2001年
- ゴーゴー五つ子ら・ん・ど（ママ）
- Cosmic Baton Girl コメットさん☆（メテオの母）
- も〜っと!おジャ魔女どれみ（マジョプリマ）

2002年
- 真・女神転生Dチルドレン ライト&ダーク（スカアハ）
- デジモンフロンティア（オファニモン、神原由利子）
- 満月をさがして（今村鈴）

2003年
- 明日のナージャ（カルメン）
- カレイドスター（ドナ・ウォーカー）
- こちら葛飾区亀有公園前派出所（神宮寺アヤノ）

2004年
- アガサ・クリスティーの名探偵ポワロとマープル（エルザ）
- ギャラクシーエンジェル（第4期）（レジの女）
- ふたりはプリキュア（レギーネ / 小山翔子）
- 遊☆戯☆王デュエルモンスターズ（光の創造神ホルアクティ）

2006年
- 家庭教師ヒットマンREBORN!（沢田奈々）
- 獣王星（チェン）
- 内閣権力犯罪強制取締官 財前丈太郎（吉岡潤子）
- NARUTO -ナルト-（ナツヒ）
- BLOOD+（エリザベータ）

2007年
- デジモンセイバーズ（イグドラシル〈本体〉）

2008年
- 銀魂（2008年 - 2012年、スペースウーマン、土方為五郎の妻） - 2シリーズ
- ゴルゴ13（ブリギッダ）
- 絶対可憐チルドレン（須磨貴理子）

2009年
- ミチコとハッチン（アカーシャ）

2011年
- 輪るピングドラム（荻野目絵里子）

2012年
- BTOOOM!（村崎志紀）
- LUPIN the Third -峰不二子という女-（真アイヤーン）

2013年
- アラタカンガタリ〜革神語〜（ヨルナミの母）

2014年
- 名探偵コナン 江戸川コナン失踪事件 〜史上最悪の2日間〜（詐欺師のナナ）

2015年
- ゴッドイーター（アイーシャ・ゴーシュ）

2016年
- Dimension W（クレア・スカイハート）

2018年
- ポチっと発明 ピカちんキット（ギバ母）
- BANANA FISH（ジェシカ）

2021年
- 名探偵コナン ピアノソナタ『月光』殺人事件（黒岩令子）
- 海賊王女（グレイス・オマリー）

2022年
- ルパン三世 PART6（トモエ〈記憶の中のトモエ〉）

2024年
- メタリックルージュ（レイチェル・チャウ）
- 魔王の俺が奴隷エルフを嫁にしたんだが、どう愛でればいい?（魔王）

2025年
- 薬屋のひとりごと（神美）

### 劇場アニメ
1986年
- タッチ 背番号のないエース（達也〈子供〉）
- タッチ2 さよならの贈り物（新田の母）

1987年
- タッチ3 君が通り過ぎたあとに（和也〈子供〉）

1993年
- 蒼い記憶 満蒙開拓と少年たち（節子）
- 劇場版 美少女戦士セーラームーンR（愛野美奈子）
- メイクアップ!セーラー戦士（愛野美奈子）

1994年
- 劇場版 美少女戦士セーラームーンS（愛野美奈子）

1995年
- スペシャルプレゼント 亜美ちゃんの初恋 美少女戦士セーラームーンSuperS 外伝（愛野美奈子）
- 美少女戦士セーラームーンSuperS セーラー9戦士集結!ブラック・ドリーム・ホールの奇跡（愛野美奈子）
- マクロスプラス MOVIE EDITION（ミュン・ファン・ローン）

2000年
- 名探偵コナン 瞳の中の暗殺者（仁野環）

2005年
- ブラック・ジャック ふたりの黒い医者（ギラ）

2007年
- EX MACHINA（吉野ハジメ）

2017年
- 虐殺器官（公聴会議長）

2022年
- RE:cycle of the PENGUINDRUM [前編] 君の列車は生存戦略（荻野目絵梨子）

2023年
- 劇場版シティーハンター 天使の涙（来生泪）
- それいけ!アンパンマン ロボリィとぽかぽかプレゼント（ストーンマン）

### OVA
1984年
- 魔法の天使クリィミーマミ 永遠のワンスモア（王子）

1985年
- 魔法の天使クリィミーマミ ロング・グッドバイ（女レポーター）
- 魔法のプリンセス ミンキーモモ 夢の中の輪舞（スチュワーデス）

1986年
- 県立地球防衛軍（伊福部あき子）

1988年
- 傷追い人（ミスティ）
- レイナ剣狼伝説（ナミ）

1990年
- たいまんぶるうす レディース編 真由美

1991年
- ロードス島戦記（リアラ）

1992年
- インフェリウス惑星戦史外伝 CONDITION GREEN（少女(1)）
- マグマ大使（村上友子）

1994年
- 新・キューティーハニー（早見大子）
- マクロスプラス（ミュン・ファン・ローン）
- リカちゃんとヤマネコ 星の旅（カオルの姉）

1995年
- お天気お姉さん（島森かおり）
- 鬼切丸（節子）
- 学校の幽霊
- 黄龍の耳 美那の章（ゴードン）

1996年
- LEVEL-C（五百蔵春の）

1997年
- 貯金戦士キャッシュマン（シャンプル）

1998年
- MASTERキートン（ベラスコの愛人）

2000年
- ジョジョの奇妙な冒険（ディオの側近）

### Webアニメ
- めぐみ（2008年、横田早紀江[51]）
- ヴァンパイア・イン・ザ・ガーデン （2022年、ノバラ[52]）
- ルパン三世VSキャッツ・アイ（2023年、来生泪[53]）
- 〈物語〉シリーズ オフ&モンスターシーズン（2024年、デストピア・ヴィルトゥオーゾ・スーサイドマスター[54]）

### ゲーム
1993年
- 美少女戦士セーラームーン（愛野美奈子）※スーパーファミコン版
- 美少女戦士セーラームーンR（愛野美奈子）

1994年
- アイドル雀士スーチーパイII（南條理恵）
- ショックウェーブ（キャシー・ハウザー）
- 美少女戦士セーラームーン（愛野美奈子）※PCエンジン版
- 美少女戦士セーラームーン Collection（愛野美奈子）
- 美少女戦士セーラームーンS 今度はパズルでおしおきよ!（愛野美奈子）
- 美少女戦士セーラームーンS 場外乱闘!? 主役争奪戦（愛野美奈子）

1995年
- アイドル雀士スーチーパイSpecial（南條理恵）
- アイドル雀士スーチーパイLimited（南條理恵）
- アイドル雀士スーチーパイRemix（南條理恵）
- エレメントボイスシリーズ② 深見梨加 〜Private Step〜（深見梨加〈本人役〉）※実写出演
- QUOVADIS（アディラ・カーン）
- 制服伝説プリティ・ファイターX（赤坂樹里）
- 美少女戦士セーラームーン ANOTHER STORY（みなこ）
- 美少女戦士セーラームーンS（セーラーヴィーナス）
- 美少女戦士セーラームーンS くるっくりん（セーラーヴィーナス）
- 美少女戦士セーラームーンSuperS ふわふわパニック（セーラーヴィーナス）

1996年
- アイドル雀士スーチーパイII Limited（南條理恵）
- 新スーパーロボット大戦（ヘレン・ジャクソン）
- 伝説のオウガバトル（ラウニィー・ウィンザルフ）
- 七つの秘館（硫黄まどか）
- 美少女戦士セーラームーンSuperS 真・主役争奪戦（セーラーヴィーナス / 愛野美奈子）
- 美少女戦士セーラームーンSuperS 全員参加!! 主役争奪戦（セーラーヴィーナス）
- 美少女戦士セーラームーン セーラースターズ ふわふわパニック2（セーラーヴィーナス）

1997年
- 悪魔城ドラキュラX 月下の夜想曲（サキュバス、リサ）
- クイズ美少女戦士セーラームーン（愛野美奈子）
- 天外魔境 第四の黙示録（ジェニー・ミード）
- ボイスアイドルコレクション 〜プールバーストーリー〜（本人）

1998年
- アイドル雀士スーチーパイ発売5周年記念めちゃ限定版○得パッケージ（南條理恵）
- スーパーロボット大戦F完結編（サフィーネ・グレイス）
- 東京23区制服WARS（天野香織）
- 慟哭 そして…（椎名真理絵）
- 御神楽少女探偵団（蘭丸〈丸山ランドルフ〉、守山美和）

1999年
- SDガンダム GGENERATION（1999年 - 2012年、アイリス・オーランド、ヘレン・ジャクソン） - 8作品
- スーパーロボット大戦コンプリートボックス（サフィーネ・ヴォルクルス）
- 続・御神楽少女探偵団 〜完結編〜（蘭丸〈丸山ランドルフ〉、守山美和）
- 火魅子伝 〜恋解〜（紅玉）

2000年
- スーパーロボット大戦α（ヘレン・ジャクソン）
- ブレイドアーツ 〜黄昏の都ルルイエ〜（摩耶）

2001年
- キッズステーション 美少女戦士セーラームーンワールド ちびうさとたのしいまいにち（みなこ / セーラーヴィーナス）
- 火焔聖母 〜The Virgin on Megiddo〜（神崎麗巳）
- スーパーロボット大戦α外伝（サフィーネ・グレイス）
- スーパーロボット大戦α for Dreamcast（ヘレン・ジャクソン）
- ハリー・ポッターと賢者の石（ハーマイオニー・グレンジャー）

2002年
- ELYSION 〜永遠のサンクチュアリ〜（シルヴィアーナ）
- スター・ウォーズ ジェダイ・スターファイター（アディ・ガリア）
- ZOIDS VS. I - III（2002年 - 2004年、ヴィオーラ、レジーナ） - 3作品
- ライジンピンポン（ナナ）
- ハリー・ポッターと秘密の部屋（ハーマイオニー・グレンジャー）

2005年
- アーマード・コア ラストレイヴン（シーラ・コードウェル）
- カウボーイビバップ 追憶の夜曲（チャン・リンレイ）
- ゾイドタクティクス（ヴィオーラ）
- 天外魔境III NAMIDA（タオリ）

2006年
- ファイナルファンタジーXII（フラン）

2007年
- 召喚少女 〜ElementalGirl Calling〜（綾子）

2008年
- バーンアウト パラダイス（ナレーション）
- 花より男子-恋せよ女子!-（道明寺楓）

2009年
- マクロスアルティメットフロンティア（ミュン・ファン・ローン）

2010年
- ニード・フォー・スピード ホット・パースート
- ユアシェイプ フィットネス・エボルブ（音声ナビゲーション）

2011年
- ガチトラ! 〜暴れん坊教師 in High School〜（箱根恵理子）
- Dead Island（プルナ・ジャクソン）
- マクロストライアングルフロンティア（ミュン・ファン・ローン）

2012年
- アサシン クリード III（ガジー・ジーオ）
- スーパーロボット大戦OGサーガ 魔装機神 THE LORD OF ELEMENTAL（サフィーネ・グレイス）
- スーパーロボット大戦OGサーガ 魔装機神II REVELATION OF EVIL GOD（サフィーネ・グレイス）

2013年
- スーパーロボット大戦OGサーガ 魔装機神III PRIDE OF JUSTICE（サフィーネ・グレイス）
- スーパーロボット大戦Operation Extend（ヴィオーラ）
- スーパーロボット大戦UX（シャフ）
- Dead Island: Riptide（プルナ・ジャクソン）
- トリコ アルティメットサバイバル（ラプタ）
- Hitman:Absolution（ダイアナ・バーンウッド）
- マクロス30 銀河を繋ぐ歌声（ミュン・ファン・ローン）
- 名探偵コナン マリオネット交響曲（後藤暁江）

2014年
- 神撃のバハムート（カラボス）
- スーパーロボット大戦OGサーガ 魔装機神F COFFIN OF THE END（サフィーネ・グレイス）
- 名探偵コナン ファントム狂詩曲（後藤暁江）
- ロボットガールズZ ONLINE（ベガ大王）

2015年
- バイオハザード リベレーションズ2（アレックス・ウェスカー）

2016年
- マクロスΔスクランブル（ミュン・ファン・ローン）

2017年
- Hitman（ダイアナ・バーンウッド）
- Shadowverse（アックスデストロイヤー、スイーツウィッチ、邪悪なる妖精・カラボス）
- FINAL FANTASY XII THE ZODIAC AGE（フラン）

2018年
- 世界樹の迷宮X（ウィラフ）
- ディシディア ファイナルファンタジー オペラオムニア（フラン）

2020年
- バイオハザード レジスタンス（アレックス・ウェスカー）
- グランブルーファンタジー（2020年 - 2022年、モルゴース）

2021年
- スーパーロボット大戦30（ヘレン・ジャクソン）

2022年
- Horizon Forbidden West（デッカ）
- タクティクスオウガ リボーン（ラヴィニス・ロシリオン）

2023年
- ファイアーエムブレム エンゲージ（セピア、セレスティア）
- FORSPOKEN（タンタ・プレーヴ）
- ファイアーエムブレム ヒーローズ（2023年 - 2025年、セピア、セレスティア）
- ディズニー ツイステッドワンダーランド（マレノア・ドラコニア）

2024年
- マクロス -Shooting Insight-（ミュン・ファン・ローン）

### 吹き替え

#### 担当女優
アシュレイ・ジャッド
- 恋する遺伝子（ジェーン・グドール）※ソフト版
- 氷の接吻（ジョアナ・エリス）
- ダブル・ジョパディー（リビー・パーソンズ）※テレビ朝日版
- ヒート（シャーリーン・シヘリス）※テレビ朝日版

アンジェリーナ・ジョリー
- エターナルズ（セナ）
- ゴリラのアイヴァン（ステラ）
- トゥームレイダー（ララ・クロフト）※テレビ朝日版
- トゥームレイダー2（ララ・クロフト）※テレビ朝日版
- 60セカンズ（スウェイ）※ソフト版
- ベオウルフ/呪われし勇者（グレンデルの母）
- ポワゾン（ジュリア・ラッセル、ボニー・カッスル）※テレビ東京版
- マイ・ハート、マイ・ラブ（ジョーン）
- マレフィセント（マレフィセント）
  - マレフィセント2

- Mr.&Mrs. スミス（ジェーン・スミス）※テレビ朝日版

エリザベス・ミッチェル
- オーロラの彼方へ（ジュリア・サリヴァン）※ソフト版
- サンタクローズシリーズ（キャロル・カルヴィン）
  - サンタクロース・リターンズ! クリスマス危機一髪
  - ウォルト・ディズニーのサンタクローズ3/クリスマス大決戦!
  - サンタクローズ ザ・シリーズ

キャサリン・ゼタ＝ジョーンズ
- ウェンズデー（モーティシア・アダムス）
- エントラップメント（ジン・ベイカー）※ソフト版
- 奇術師フーディーニ 〜妖しき幻想〜（メアリー・マクガーヴィー）
- サイド・エフェクト（ヴィクトリア・シーバート博士）
- ザ・ファントム（サラ）※テレビ朝日版
- 幸せのレシピ（ケイト・アームストロング）
- シカゴ（ヴェルマ・ケリー）
- ターミナル（アメリア・ウォーレン）※ソフト版
- ブロークンシティ（キャサリン・ホステラー）
- プロディガル・サン2 殺人鬼の系譜（ビビアン・キャプショー）
- 理想の彼氏（サンディ）
- REDリターンズ（カーチャ・ペトロビッチ）

ケイト・ブランシェット
- ハンナ（マリッサ・ヴィーグラー）
- ヒックとドラゴン2（ヴァルカ）
- ヒックとドラゴン 聖地への冒険（ヴァルカ）
- ミッシング（マギー・ギルクソン）

コートニー・コックス
- Dirt（ルーシー・スピラー）
- となりのサインフェルド シーズン5 #17（メリル）
- ニューヨーク、愛を探して（ベス）
- フレンズ（モニカ・ゲラー）
- MR.デスティニー（ジュエル・ジャガー）

サフロン・バロウズ
- ウィング・コマンダー（デブロー）
- ディープ・ブルー（スーザン・マカリスター）※ソフト版
- バンク・ジョブ（マルティーヌ）
- 不倫の残り香（リリー・ルブラン）

サンドラ・ブロック
- 愛と呼ばれるもの（リンダ・ルー・リンデン）
- ウルトラ I LOVE YOU!（メアリー・ホロヴィッツ）
- ゼロ・グラビティ（ライアン・ストーン博士）
- 選挙の勝ち方教えます（ジェーン・ボディーン）
- デンジャラス・ビューティー2（グレイシー・ハート）※ソフト版

ジェニファー・アニストン
- クレイジー・パーティー（キャロル）
- ダンプリン（ロージー・ディクソン）
- マーリー 世界一おバカな犬が教えてくれたこと（ジェニー・グローガン）

シャロン・ストーン
- ウーマン ラブ ウーマン（フラン）
- キャットウーマン（ローレル・ヘデア）※ソフト版
- 硝子の塔（カーリー・ノリス）※テレビ朝日版
- グロリア（グロリア）
- デブラ・ウィンガーを探して（本人）
- 背信の行方（ロージー）
- ハリウッド・ミューズ（サラ・リトル）
- ボーダー・ラン（ソフィー）

ジュリア・ロバーツ
- 白雪姫と鏡の女王（女王）
- チケット・トゥ・パラダイス（ジョージア・コットン）
- デンジャラス・ウーマン（カトリーナ・ラドゥロー）
- ノッティングヒルの恋人（アナ・スコット）※機内上映版
- プリティ・ウーマン（ビビアン・ワード）※テレビ朝日版
- ベン・イズ・バック（ホリー）
- マネーモンスター（パティ・フェン）
- モナリザ・スマイル（キャサリン・ワトソン）※機内上映版
- ワンダー 君は太陽（イザベル・プルマン）

ジュリアン・ムーア
- ウーマン・イン・ザ・ウィンドウ（ジェーン・ラッセル）
- エデンより彼方に（キャシー・ウィテカー）
- CHLOE/クロエ（キャサリン・スチュアート）
- セイレーンの誘惑（ミカエラ）
- セブンス・サン 魔使いの弟子（マザー・マルキン）
- トゥモロー・ワールド（ジュリアン・テイラー）

ジョディ・フォスター
- イノセント・ボーイズ（シスター・アサンプタ）
- X-ファイル 第4シーズン「タトゥー」（ベティ）
- おとなのけんか（ペネロピ・ロングストリート）
- 告発の行方（サラ）※フジテレビ版
- パニック・ルーム（メグ・アルトマン）
- マーヴェリック（アナベル・ブランスフォード）※ソフト版

ティナ・フェイ
- デート & ナイト（クレア・フォスター）
- ミーン・ガールズ（ノーバリー）
- ミーン・ガールズ (2024年の映画)（ノーバリー）

デミ・ムーア
- G.I.ジェーン（ジョーダン・オニール大尉）※ソフト版
- コーポレート・アニマルズ 社畜たちの研修旅行（ルーシー）
- Mr.ブルックス 完璧なる殺人鬼（トレーシー・アトウッド）
- ランドマン（キャミ・ミラー）

トニ・コレット
- アンロック/陰謀のコード（エミリー・ノウルズ）
- トリプルX:再起動（マルケ）
- プールサイド・デイズ（パム）
- マイ・ベスト・フレンド（ミリー）
- マダムのおかしな晩餐会（アン・フレデリックス）
- チケット・トゥ・パラダイス（ジョージア）

ニコール・キッドマン
- コールド マウンテン（エイダ・モンロー）※Netflix版
- 特殊作戦部隊:ライオネス（ケイトリン）※シーズン2以降
- バットマン フォーエヴァー（チェイス・メリディアン博士）※テレビ朝日版

ハル・ベリー
- X-MENシリーズ（オロロ・マンロー / ストーム）※テレビ朝日版
  - X-メン
  - X-MEN2
  - X-MEN:ファイナル ディシジョン

- エグゼクティブ・デシジョン（ジーン）※テレビ朝日版
- キャットウーマン（ペイシェンス・フィリップス / キャットウーマン）※テレビ朝日版
- ブーメラン（アンジェラ）※ソフト版

ファムケ・ヤンセン
- 96時間シリーズ（レノーア）
  - 96時間
  - 96時間/リベンジ
  - 96時間/レクイエム

- ハイド・アンド・シーク 暗闇のかくれんぼ（キャサリン）※テレビ東京版

ミニー・ドライヴァー
- スプリング・ガーデンの恋人（ヴェラ）
- ハイヒール・エンジェル（シャノン）
- フラッド（カレン）※日本テレビ版

ロビン・ライト
- ハウス・オブ・カード 野望の階段（クレア・アンダーウッド）
- ブレードランナー 2049（ジョシ）
- ワンダーウーマン（アンティオペ将軍）
  - ワンダーウーマン 1984

#### 映画
- 愛が微笑む時（ペニー・ワシントン〈アルフレ・ウッダード〉）
- 愛人/ラマン（少女〈ジェーン・マーチ〉）※ソフト版
- 愛と青春の鼓動（スザンヌ・マロニー〈ジェーン・アダムス〉）
- I love ペッカー（ティナ〈マーサ・プリンプトン〉）
- アウト・オブ・サイト（カレン・シスコ〈ジェニファー・ロペス〉）※日本テレビ版
- アウトランダー（フレイヤ〈ソフィア・マイルズ〉）
- アクション・ジャクソン/大都会最前線（シドニー〈ヴァニティ〉）
- アクトレス（ワンダ〈ジンジャー・リン〉）
- 悪夢の破片（ジェシー・マーカム〈アンヌ・パリロー〉）
- アサシン 暗・殺・者（マギー〈ブリジット・フォンダ〉）※日本テレビ版
- アサルト13 要塞警察（アイリス・フェリー〈ドレア・ド・マッテオ〉）※テレビ朝日版
- アラスカ・ケビン 史上最大の犬ぞり大作戦（ボニー・リヴェングッド〈ナターシャ・ヘンストリッジ〉）
- アンダー・ザ・スキン 種の捕食（ローラ〈スカーレット・ヨハンソン〉）
- アンナ・マデリーナ（編集者のアシスタント〈アニタ・ユン〉）
- イエスタデイ（デブラ・ハマー〈ケイト・マッキノン〉）
- イエロー・ハンカチーフ（メイ〈マリア・ベロ〉）
- 1911
- イナフ（ジニー〈ジュリエット・ルイス〉）※ソフト版
- いまを生きる（クリス・ノエル）※ソフト版
- インテンシティ/緊迫（チャイナ・シェパード〈モリー・パーカー〉）
- インファナル・アフェア 無間序曲（マリー〈カリーナ・ラウ〉）※テレビ東京版
- インフェルノ（エリザベス・シンスキー〈シセ・バベット・クヌッセン〉[85]）
- ヴァージン・フライト（ジェーン〈ヘレナ・ボナム＝カーター〉）
- ヴィーガンズ・ハム（ソフィー・パスカル〈マリナ・フォイス〉[86]）
- ウィロー（ソーシャ〈ジョアンヌ・ウォーリー〉）※TBS版
- ウェインズ・ワールド（カサンドラ・ウォン〈ティア・カレル〉）
- ウェインズ・ワールド2（カサンドラ・ウォン〈ティア・カレル〉）
- ウォーターワールド（ヘレン〈ジーン・トリプルホーン〉）※ソフト版
- 80デイズ（ファン将軍〈カレン・モク〉）※テレビ東京版
- エイリアン2（コレット・フェッロ〈コレット・ヒラー〉）※テレビ朝日版・テレビ朝日版特別編
- エニイ・ギブン・サンデー（クリスティーナ・パグニアーチ〈キャメロン・ディアス〉）※日本テレビ版
- LBJ ケネディの意志を継いだ男（レディ・バード・ジョンソン〈ジェニファー・ジェイソン・リー〉）
- エンジェル ウォーズ（ヴェラ・ゴルスキー博士 / マダム・ゴースキー〈カーラ・グギノ〉）
- エンジェル・コマンド（ベラ〈バーバラ・フーパー〉）※テレビ東京版
- オーシャンズ13（アビゲイル〈エレン・バーキン〉）※ソフト版
- お買いもの中毒な私!（ジェーン・ブルームウッド〈ジョーン・キューザック〉）
- 壊滅暴風圏〜ファイナル・カウントダウン〜（キャシー・ローレンス〈ニコール・デ・ボア〉）
- カイロの紫のバラ（アシャレット、娼婦）
- カサノバ（アンナ・マリア）
- カジュアリティーズ（オアン / アジア人女子大生）※ソフト版
- 風と共に散る（マリリー・ハドリー〈ドロシー・マローン〉）※ソフト版
- キッドナッパー（クレール〈エロディ・ブシェーズ〉）
- キャプテン・ブーリーの大冒険（ソフィー）
- キング・オブ・ハーレー（レネ・ジェイソン〈リンダ・フィオレンティーノ〉）※テレビ東京版
- 9月になれば（リーザ・ヘレナ・フェリーニ〈ジーナ・ロロブリジーダ〉）※ソフト版
- グレイス・オブ・マイ・ハート（デニース・ウェバリー / エドナ・バクストン〈イリーナ・ダグラス〉）
- 刑事ニコ/法の死角（ルーシー）※TBS版
- ケミカル51（ダコタ・フィリップス〈エミリー・モーティマー〉）
- ゴースト&ダークネス（ヘレナ・パターソン〈エミリー・モーティマー〉）
- ゴースト/ニューヨークの幻（ルイーズ）※ソフト版
- ゴースト・バディーズ/小さな5匹の大冒険（ゼルダ〈デブラ・ジョー・ラップ〉）
- コーラスライン（コニー・ウォン）
- 恋にあこがれて in N.Y.（ホーリー〈トミコ・フレイザー〉）
- 恋の闇 愛の光（キャサリン〈メグ・ライアン〉）
- 恋のゆくえ/ファビュラス・ベイカー・ボーイズ（スージー・ダイアモンド〈ミシェル・ファイファー〉）※BD・DVD版
- 恋は邪魔者（ヴィッキー・ヒラー〈サラ・ポールソン〉）
- 心の旅（リンダ〈レベッカ・ミラー〉）※ソフト版
- GODZILLA（オードリー・ティモンズ〈マリア・ピティロ〉）※日本テレビ版[14]
- ゴッドファーザー PART III（グレース・ハミルトン〈ブリジット・フォンダ〉）※ソフト版
- この森で、天使はバスを降りた（パーシー・タルボット〈アリソン・エリオット〉）
- コヨーテ・アグリー（リル〈マリア・ベロ〉）
- コラテラル・ダメージ（セリーナ〈フランチェスカ・ネリ〉）
- サイコ2（キム）
- サイバーロボ（バージニア）
- ザ・インタープリター（ドット・ウッズ〈キャサリン・キーナー〉）
- サウンド・オブ・サンダー（ソニア・ランド〈キャサリン・マコーマック〉）
- ザ・コンクエスト〜征服大王カルVS魔界女王アキバシャ〜（アキバシャ〈ティア・カレル〉）
- ザ・ハルマゲドン/ワーロック リターンズ（ポーラ〈ジョアンナ・パクラ〉）
- ザ・ファーム 法律事務所（アビー・マクディーア〈ジーン・トリプルホーン〉）※ソフト版
- サボタージュ（キャロライン〈オリヴィア・ウィリアムズ〉[87]）
- さらば英雄/愛と銃撃の彼方に（メイ〈アニタ・ムイ〉）
- サンクチュアリ ストーカーの恐怖（ジョー）
- サンダーブラスト 地上最強の戦車（トレイシー）※テレビ朝日版
- JFK（ビヴァリー・オリヴァー〈ロリータ・ダヴィドヴィッチ〉）※テレビ朝日版
- ジェイド（トリーナ・ギャヴィン〈リンダ・フィオレンティーノ〉）
- シェイド（イヴ〈メラニー・グリフィス〉）
- シェフと素顔と、おいしい時間（ローズ〈ジュリエット・ビノシュ〉）
- JIGSAW デッド・オア・アライブ（ホープ〈ナジャ・ブランド〉）
- 地獄の殺人救急車/狙われた金髪の美女（サンディ・マロイ〈ミーガン・ギャラガー〉）
- 十戒（ネフレティリ〈アン・バクスター〉）※テレビ朝日版
- 6デイズ/7ナイツ（ロビン・モンロー〈アン・ヘッシュ〉）※ソフト版
- 失踪（リタ〈ナンシー・トラヴィス〉）
- ジム・キャリーinロングウェイ・ホーム（カレン・カーター〈ジェイン・ブルック〉）
- シャーク・ド・フランス（マジャ〈マリナ・フォイス〉[88]）
- ジャケット（ベス・ロレンソン医師〈ジェニファー・ジェイソン・リー〉）
- シューター（シモーヌ・ロセ〈マルーシュカ・デートメルス〉）※VHS版
- ジュエルに気をつけろ!（グリーン医師〈リーバ・マッキンタイア〉）
- 13日の金曜日シリーズ
  - 13日の金曜日 PART2 ※日本テレビ版
  - 13日の金曜日 完結編（アリス、サマンサ）
  - 13日の金曜日 PART8 ジェイソンN.Y.へ（レニー）※ソフト版
- シュリ（イ・ミョンヒョン〈キム・ユンジン〉）※テレビ朝日版
- シンドバッド虎の目大冒険（ファラー姫〈ジェーン・シーモア〉）※テレビ朝日版
- スーパードッグ エア・バディ/ベースボールで一発逆転!（クランショー監督）
- 推定無罪（バーバラ・サビッチ〈ボニー・ベデリア〉）※テレビ朝日版（追加収録部分）
- スカーフェイス（ジーナ・モンタナ〈メアリー・エリザベス・マストラントニオ〉）※テレビ東京版
- スカイ・ハイ（ジョジー・ストロングホールド / ジェットストリーム〈ケリー・プレストン〉）
- スタークリスタル2（デヴィン）
- スターダスト（魔女ラミア〈ミシェル・ファイファー〉）
- ストリートファイター（チュンリー・ザン〈ミン・ナ〉）※ソフト版
- スパイ・ゲーム（エリザベス・ハドレー〈キャサリン・マコーマック〉）※ソフト版
- スペースインベーダー（ウォーカー伍長）
- スリーメン&リトルレディ（ローリー）※ソフト版
- 青蛇転生（白素貞〈ジョイ・ウォン〉）
- 世界中がアイ・ラヴ・ユー（D・J・バーリン〈ナターシャ・リオン〉）
- セシル・B/ザ・シネマ・ウォーズ（ハニー・ホイットロック〈メラニー・グリフィス〉）
- 絶体×絶命（サマンサ・ホーキンス〈マーシャ・ゲイ・ハーデン〉）※ソフト版
- 008 皇帝ミッション（カム・チョウ〈カーマン・リー〉）
- ゼロ・ダーク・サーティ（ジェシカ〈ジェニファー・イーリー〉）
- 戦火の勇気（カレン大尉〈メグ・ライアン〉）※テレビ朝日版
- 戦場のピアニスト（ヤニエ）
- ソウル・フード（マキシーン〈ヴィヴィカ・A・フォックス〉）
- ゾンゲリア（ジャネット〈メロディ・アンダーソン〉[89]）
- ダーク・シャドウ（アンジェリーク・ブシャール〈エヴァ・グリーン〉）
- ダーク・スティール（サリー・ペリー〈ロリータ・ダヴィドヴィッチ〉）
- ダイアリー 第3章 アンナの戯れ（アンドレア）
- ダイヤルM（エミリー・ブラッドフォード・タイラー〈グウィネス・パルトロー〉）※テレビ朝日版
- ダウン（ジェニファー・エヴァンス〈ナオミ・ワッツ〉）※テレビ東京版
- ダブル・インパクト（ダニエル・ワイルド）※テレビ朝日版
- 007 トゥモロー・ネバー・ダイ（ウェイ・リン〈ミシェル・ヨー〉[90]）※テレビ朝日版
- 007 リビング・デイライツ（カーラ〈マリアム・ダボ〉）※テレビ朝日版
- タロス・ザ・マミー/呪いの封印（サム・タークル〈ルイーズ・ロンバード〉）
- タンク・ガール（レベッカ / タンク・ガール〈ロリ・ペティ〉）
- ダンジョン&ドラゴン（ノルダ〈クリステン・ウィルソン〉）※日本テレビ版
- ダンシング・ヒーロー（リズ・ホルト〈ジーヤ・カリディス〉）
- チェイシング・エイミー（歌手〈グィネヴィア・ターナー〉）
- 妻への家路（フォン・ワンイー〈コン・リー〉）
- D&D 完全黙秘（フォン警部〈アニタ・ムイ〉）
- ディスタービア（ジュリー〈キャリー＝アン・モス〉）
- DOA/デッド・オア・アライブ（クリスティー・アロン〈ホリー・ヴァランス〉）
- デッドリー・フレンド（サマンサ・プリングル〈クリスティ・スワンソン〉）
- デュカリオン（カーソン・オコナー〈パーカー・ポージー〉）
- テロリスト・ゲーム（サブリナ・カーヴァー〈アレクサンドラ・ポール〉）※テレビ東京版
- 天国の日々
- 天使とデート（パトリシア・“パティ”・ウィンストン〈フィービー・ケイツ〉）
- 盗聴（サラ・ロス〈ブルック・ラングトン〉）
- ドク・ハリウッド（ルー〈ジュリー・ワーナー〉）※テレビ朝日版
- ドッグ・イン・パラダイス（ビオレッタ〈デルフィーネ・フォレスト〉）
- 隣のヒットマン（ジル・セント・クレア〈アマンダ・ピート〉）
- 隣のヒットマンズ 全弾発射（ジル・セント・クレア〈アマンダ・ピート〉）
- ともだちは音楽家 僕の家のベートーベン（クリストフの母）
- ドラゴン・キングダム（ニチャン〈リー・ビンビン〉）
- ドラゴン/ブルース・リー物語（リンダ・リー〈ローレン・ホリー〉）※ソフト版
- ドランク・ペアレンツ/酔っ払い夫婦の大逆転（ナンシー・ティーガーテン〈サルマ・ハエック〉）
- 鳥（アニー・ヘイワース〈スザンヌ・プレシェット〉）※BD版
- トリプルX ネクスト・レベル（ローラ・ジャクソン〈ノーナ・ゲイ〉）※ソフト版
- トリプル9 裏切りのコード（イリーナ・ヴラスロフ〈ケイト・ウィンスレット〉）
- トレイン・ミッション（ジョアンナ〈ヴェラ・ファーミガ〉）
- トワイライトゾーン/超次元の体験（第3話・エセル〈ナンシー・カートライト〉、第4話少女）
- ドンファン（ドンナ・フリア〈タリサ・ソト〉）
- ナイトクローラー（ニーナ・ロミナ〈レネ・ルッソ〉）
- ナインスゲート（謎の女〈エマニュエル・セニエ〉）※テレビ朝日版
- 名もなき野良犬の輪舞（チョン〈チョン・ヘジン〉）
- 200本のたばこ（ケイトリン〈アンジェラ・フェザーストーン〉）
- ニュー・ジャック・シティ（ユニーカ〈トレイシー・カミラ・ジョンズ〉）※ソフト版
- ニューヨーク東8番街の奇跡（パメラ〈ウェンディ・シャール〉）※フジテレビ版
- ネバーエンディング・ストーリー3（ロックバイター夫人）※ソフト版
- ノトーリアス・B.I.G.（フェイス・エヴァンス〈アントニーク・スミス〉）
- バーチャル・ウォーズ（キャロライン・アンジェロ）
- ハート・オブ・ウーマン（ダーシー・マグワイヤー〈ヘレン・ハント〉）※ソフト版
- パーフェクト ストーム（クリスティーナ・"クリス"・コッター〈ダイアン・レイン〉）
- パーフェクト・ワールド（サリー・ガーバー〈ローラ・ダーン〉）※テレビ東京版
- π（デヴィ〈サミア・ショアイブ〉）
- バイオレンス・コップ/復讐計画（殺し屋〈アグネス・アウレリオ〉）
- ハイ・フィデリティ（マリー・ド・サル〈リサ・ボネット〉）
- ハウリングII（マリアナ）
- 伯爵夫人（ナターシャ・アレクサンドロフ伯爵夫人〈ソフィア・ローレン〉）※ソフト版
- バスキア（ジーナ・カルディナーレ〈クレア・フォーラニ〉）
- バック・トゥ・ザ・フューチャー PART2（リース巡査〈メアリー・エレン・トレイナー〉）※ソフト版
- バックドラフト（ヘレン〈レベッカ・デモーネイ〉）※ソフト版
- バッド・インフルエンス/悪影響（クレア〈リサ・ゼイン〉）
- パラダイスの天使たち（サラ・コリンズ〈メッチェン・アミック〉）
- 薔薇の素顔（ローズ / リッチー〈ジェーン・マーチ〉）※ソフト版
- 張り込みプラス（マリア〈マデリーン・ストウ〉）※日本テレビ版
- パンチドランク・ラブ（リナ・レナード〈エミリー・ワトソン〉）
- PTU（PTU隊員〈マギー・シュウ〉）
- ビートルジュース（リディア・ディーツ〈ウィノナ・ライダー〉）※機内上映版[91]
- 光る眼（バーバラ・チェフィー）※テレビ朝日版
- 羊たちの沈没（リリー・ワイン〈ジョアンナ・パクラ〉）
- 100年後…（カレン・タニー）
- フーズ・ザット・ガール（ウェンディ・ワージントン〈ハヴィランド・モリス〉）
- ファングルフ/月と心臓（セラフィーヌ・ビゴ〈ジュリー・デルピー〉）※テレビ東京版
- ファンタスティック・ビーストと魔法使いの旅（セラフィーナ・ピッカリー〈カルメン・イジョゴ〉）
  - ファンタスティック・ビーストと黒い魔法使いの誕生[92]
- フィラデルフィア・エクスペリメント2（ジェス）
- 4デイズ（ヘレン・ブロディFBI捜査官〈キャリー＝アン・モス〉）
- フォー・ルームス（魔女エルスベス〈マドンナ〉）
- フォートレス（カレン・ブレニック〈ローリン・ロックリン〉）※日本テレビ版
- フォルテ（アレックス〈ナスターシャ・キンスキー〉）
- Black & White/ブラック & ホワイト（トリッシュ〈チェルシー・ハンドラー〉）
- ブラック・ダイヤモンド（ダリア〈ガブリエル・ユニオン〉）※テレビ朝日版
- ブラック・レイン（ジョイス〈ケイト・キャプショー〉）※ソフト版
- フランティック（ミシェル〈エマニュエル・セニエ〉）※テレビ朝日版
- プリティ・リーグ（メイ・モーダビート〈マドンナ〉）※ソフト版
- ブレアウィッチ2（キンバリー）
- フロム・ダスク・ティル・ドーン2（パム〈ティファニー・ティーセン〉）
- プロメテウス（メレディス・ヴィッカーズ〈シャーリーズ・セロン〉）※劇場公開版
- ベートーベン2（レジーナ〈デビ・メイザー〉）※ソフト版
- 白頭山大噴火（チョン・ユギョン〈チョン・ヘジン〉[93]）
- ヘブンズ・プリズナー（アニー・ロビショー〈ケリー・リンチ〉）※テレビ東京版
- ヘル・レイザー（カースティ・コットン〈アシュレイ・ローレンス〉）
- 星の王子 ニューヨークへ行く2（リサ〈シャーリー・ヘドリー〉[94]）
- ホット・ショット（コワルスキー〈クリスティ・スワンソン〉）※ソフト版
- ボディ・バンク（ジョディ・トラメル看護師〈サラ・ジェシカ・パーカー〉）
- ボディヒート/3人目の美少女（ヴァイオレット〈ジェイミー・プレスリー〉）
- マーティン/呪われた吸血少年（サンティーニ夫人〈エレイン・ナデュー〉[95]）
- マイアミ・バイス（イザベラ〈コン・リー〉）※テレビ東京版
- マイティ・ジョー（シシリー・バンクス〈レジーナ・キング〉）※テレビ朝日版
- マイレージ、マイライフ（アレックス・ゴーラン〈ヴェラ・ファーミガ〉）
- マインドハンター（サラ・ムーア〈キャスリン・モリス〉）
- 魔界戦記 雪の精と闇のクリスタル（雪晴 / 雪児〈リー・ビンビン〉）
- マトリックス リローデッド（ナイオビ〈ジェイダ・ピンケット・スミス〉）※フジテレビ版
- マトリックス レボリューションズ（ナイオビ〈ジェイダ・ピンケット・スミス〉）※フジテレビ版
- 真夜中の処刑ゲーム（ジェニー）
- ミュリエルの結婚（ロンダ〈レイチェル・グリフィス〉）
- ミラクル（パティ・ブルックス〈パトリシア・クラークソン〉）
- メモリーズ 追憶の剣（ウォルソ〈チョン・ドヨン〉）
- モータルコンバット2（キタナ王女〈タリサ・ソト〉）
- モンキー・リーグ/史上最強のルーキー登場（リディア）
- 野獣女戦士アマゾネス・クイーン（ティニアラ）
- 野獣教師2（カーラ〈マイケル・ミシェル〉）
- 夕べの星（メラニー・ホートン〈ジュリエット・ルイス〉）
- 夢の降る街（ロビン・グレイヴス〈マーガレット・コリン〉）
- 48時間 ※テレビ朝日版
- LOVERS（頭目）※ソフト版
- ラスト・クリスマス（サンタ〈ミシェル・ヨー〉）
- ラストサマー（エルザ・シバース〈ブリジット・ウィルソン＝サンプラス〉）※ソフト版
- ラスト・チャンスをあなたに（リンダ〈アンディ・マクダウェル〉）
- ラスベガスをやっつけろ（ウェイトレス〈エレン・バーキン〉）※新ソフト版
- ラッキー・ガール（ペギー〈ミッシー・パイル〉）
- ラプター・アイランド（ジェイミー・コール）
- 乱気流/タービュランス（テリー・ハロラン〈ローレン・ホリー〉[96]）※ソフト版
- ランペイジ 巨獣大乱闘（クレア・ワイデン〈マリン・アッカーマン〉[97]）
- リーサル・ウェポン（ディキシー）※TBS版
- リバー・ランズ・スルー・イット（メイベル〈ニコール・バーデット〉）
- リロ&スティッチ（議長[98]）
- ルームメイト（アリー〈ブリジット・フォンダ〉）※テレビ朝日版
- レッド・サン（クリスチーナ〈ウルスラ・アンドレス〉）※テレビ東京版
- ローラーボール（オーロラ〈レベッカ・ローミン＝ステイモス〉）※テレビ東京版
- ロッキー5/最後のドラマ（カレン）※VHS版
- ロビン・フッド（ニコル）
- ワーキング・ガーイ（スーザン・ファーンストック〈レスリー・ホープ〉）
- ワイルド・ワイルド・ウエスト（メイリー・イースト〈バイ・リン〉）※日本テレビ版
- 私だけに見える恐怖（ドニエル）

#### ドラマ
- アガサ・クリスティー ミス・マープル 書斎の死体（ジョージー・ターナー）
- アソーカ（モーガン・エルズベス〈ダイアナ・リー・イノサント〉）
- アボンリーへの道（オリビア・キング〈マグ・ラフマン〉）
- アメリカン・ゴシック 〜偽りの一族〜（マデリーン・ホーソーン〈ヴァージニア・マドセン〉）
- ER緊急救命室（ナディン・ウェルクス、スザンヌ〈ジーヤ・カリディス〉）
- インディ・ジョーンズ/若き日の大冒険（ビッキー）
- ウルトラマンパワード（ガーナース、シルビア・ジャクソン）
- エーゲ海の恋（ツォウ・メイリン〈フー・イーウェイ〉）
- S.O.F. シーズン2（マーゴ・ヴィンセント〈メリンダ・クラーク〉）
- NCIS 〜ネイビー犯罪捜査班（ダイアン・スターリング〈メリンダ・マックグロウ〉）
- エレメンタリー ホームズ&ワトソン in NY シーズン1 #14（キャスリン・ドラモンド〈カリ・マチェット〉）
- 俺がハマーだ!
- オン・ジ・エアー（ニコル・ソーン〈キム・マクガイア〉）
- カイルXY（ニコール・トレガー〈マルグリット・マッキンタイア〉）
- カリフォルニケーション（カレン〈ナターシャ・マケルホーン〉）
- 機甲戦虫紀LEXX（ウィスト）
- 緊急出動!LAファイターズ（ケイ・リッゾ〈アレクサンドラ・ヘディソン〉）
- クリミナル・マインド FBI行動分析課（エミリー・プレンティス〈パジェット・ブリュースター〉）
- ゲームシェイカーズ（ジャッキー、17話）
- コーキーとともに（ペイジ・サッチャー）
- ゴースト 〜天国からのささやき（フラン）
- コールドケース3 #23（ジェーン・ロビンソン〈スザンナ・ウォルターズ〉）
- コウラン伝 始皇帝の母（厲〈ニン・ジン〉[99]）
- サブマリン・アタック（ララ〈イワナ・ミルセヴィッチ〉）
- ザ・プリテンダー 仮面の逃亡者（ミス・パーカー〈アンドレア・パーカー〉）※シーズン2, 3
- CSI:ニューヨーク4（ルネ）
- ジーナ（ジーナ〈ルーシー・ローレス〉）
- シティーハンター in Seoul
- シャーロック・ホームズの冒険 サセックスの吸血鬼（ヴェラ・グレスティ）
- 女王ヴィクトリア 愛に生きる（ケント公妃〈キャサリン・フレミング〉[100]）
- 新アウターリミッツ（アディ・サットン〈ミシェル・ジョンソン〉）
- 新スタートレック シーズン6 #16・17（バエル）
- スーパーナチュラル シーズン2（モリー）
- SCORPION/スコーピオン シーズン3 #19（ドクター・シルヴァ）
- スタートレック:ディープ・スペース・ナイン シーズン2 #9（ナデル／フェナ〈サリー・エリース・リチャードソン〉）
- 則天武后（太平公主）
- CHASE/逃亡者を追え!（アニー・フロスト〈ケリー・ギディッシュ〉）
- ナイトライダー シーズン3 #10（トニー・バクスター〈キンバリー・フォスター〉）
- ノーリミット（アレクサンドラ〈エレーヌ・スザーレ〉）
- VR.5（シドニー・ブルーム〈ロリ・シンガー〉）
- バーン・ノーティス 元スパイの逆襲（パクソン刑事〈ムーン・ブラッドグッド〉）
- バグズ ハイテクスパイ大作戦（ロズ）
- 犯罪分析官ハリファックス: 歪んだ天罰（ジェーン・ハリファックス〈レベッカ・ギブニー〉[101]）
- ビバリーヒルズ高校白書 シーズン1 #3, #14
- ビバリーヒルズ高校白書 シーズン2 #46
- ふたりは最高!ダーマ&グレッグ シーズン3 #17（アリソン）
- ブロッサム（ロンダジョー）
- HOMELAND（エリザベス・キーン〈エリザベス・マーヴェル〉）
- BONES - 骨は語る -
  - シーズン7 #12（シェリー・レッドファーン）
  - シーズン8 #21（トルーディ・モリス）
- 冒険野郎マクガイバー シーズン1 #15（イングリッド・バニスター〈リン＝ホリー・ジョンソン〉）
- ホワイトカラー シーズン1 #10（メリッサ・キャロウェイ〈ジェニファー・フェリン〉）
- 魔術師 MERLIN（モルゴース〈エミリア・フォックス〉）
- 名探偵ポワロ ヘラクレスの難業（アリス・カニンガム〈エレノア・トムリンソン〉）
- ヤングライダーズ（ルー・マクラウド〈イボンヌ・スーホー〉）
- ユーリカ 〜事件です!カーター保安官〜（アリソン・ブレイク〈サリー・リチャードソン〉）
- リ・ジェネシス バイオ犯罪捜査班（ジル・ラングストン〈サラ・ストレンジ〉）
- ルーツ（ジェネルヴァ）※ソフト版
- レ・ミゼラブル（テナルディエの妻〈ヴェロニカ・フェレ〉）
- LOST（ダニエル）
- ワンス・アポン・ア・タイム（レジーナ / 悪い女王〈ラナ・パリラ〉）

#### アニメ
- カーズ・オン・ザ・ロード（サリー）
- ザ・シンプソンズ（キム・ベイシンガー）
- ジャングル・ブック2（メッサー）※ディズニー・チャンネル版
- スター・ウォーズ 反乱者たち（シスター・セブン）
- スティーブン・スピルバーグのトゥーンシルバニア（スティファニー）
- チキン・リトル（フォクシー・ロクシー）
- バットマン
- ポパイ（大陸書房版）（オリーブ・オイル）
- ラーヤと龍の王国（ヴィラーナ[102]）
- 悪魔城ドラキュラ -キャッスルヴァニア-: 月夜のノクターン（エリザベート・バートリ）

### ラジオ
- IIL B-Stream4週目 深見梨加のフレンズカフェ（インターネットラジオ）
- 愛のふかみのおたくラジオ♡（HEAR、2020年）[103]

### ラジオドラマ
- VOMIC 家庭教師ヒットマンREBORN!（沢田奈々）

### CD
- La Venus
- Mornin'After
- Trinity Blood R.A.M.（同2、3）（カテリーナ・スフォルツァ）
- Sound Horizon
  - 1st Maxi Single「少年は剣を…」（ナレーション）
  - 5th Story CD「Roman」（ナレーションM4, 7, 11）
  - Story Maxi Single「聖戦のイベリア」（ナレーションM1）
  - 6th Story CD「Moira」
  - 9th Story CD「Nein」
- 真冬の流れ星（WITH YOUとして）
- 集英社カセットブック ジョジョの奇妙な冒険 第3巻 DIOの世界の巻（ホリィ）

### その他コンテンツ
- ソースネクスト 特打式シリーズ（シンディ〈二代目〉）
- 東京ディズニーランド ミクロアドベンチャー!（ダイアン・ザリンスキー）
- NHK 番組スポット
- NHK 「BS世界のドキュメンタリー 潜入報告 インド 児童労働」 ナレーター
- FMヨコハマ 時報（横浜そごう提供：終了）
- Nスタ JNN全国ニュース・TBSニュースバードなどでのナレーション
- NHK BSプレミアム「エリックのワンダースイーツ」ナレーション
- フジテレビONE 「ばら・す」ナレーション
- 東芝エレベータ 全機種のアナウンス

## ディスコグラフィ

### シングル
|     | 発売日        | タイトル | 規格品番  | オリコン 最高位 |
| --- | ------------- | -------- | --------- | --------------- |
| 1st | 1995年6月21日 | 24☆Crush | APDM-5026 | 圈外            |

### アルバム

#### オリジナル・アルバム
|     | 発売日         | タイトル                                        | 規格品番  | オリコン 最高位 |
| --- | -------------- | ----------------------------------------------- | --------- | --------------- |
| 1st | 1994年2月21日  | Mornin' After                                   | APCM-5030 | 73位            |
| 2nd | 1994年9月21日  | La Venus                                        | APCM-5049 | 圈外            |
| 3rd | 1995年11月21日 | 世にも素敵な物語 〜ミステリートレインに乗って〜 | APCM-5070 | 圈外            |

#### ミニ・アルバム
|     | 発売日         | タイトル               | 規格品番   | オリコン 最高位 |
| --- | -------------- | ---------------------- | ---------- | --------------- |
| 1st | 1993年10月21日 | 星空のフーガ           | CRCP-15013 | 圈外            |
| 2nd | 1996年3月21日  | まぶしい季節に恋をして | MECH-20004 | 圈外            |

### 歌手参加楽曲
| 発売日         | 商品名                                    | 歌                 | 楽曲                               | 備考                                       |
| -------------- | ----------------------------------------- | ------------------ | ---------------------------------- | ------------------------------------------ |
| 1995年3月25日  | とうきょうデンキKIRAKIRA合唱団 THE COVERS | 深見梨加           | 「薔薇は美しく散る」               | 鈴木宏子のカヴァー                         |
| 1996年8月8日   | FUNKY TWINS                               | ファンキーツインズ | 「Funky Twins 〜ふたりは上機嫌〜」 |                                            |
| 1997年12月17日 | 真冬の流れ星                              | WITH YOU           | 「真冬の流れ星」 「みどりのほし」  | 阪神・淡路大震災の復興支援チャリティソング |

### キャラクターソング
| 発売日   | 商品名                                                         | 歌                                           | 楽曲                                                               | 備考                                                            |
| 1992年   | 1992年                                                         | 1992年                                       | 1992年                                                             | 1992年                                                          |
| -------- | -------------------------------------------------------------- | -------------------------------------------- | ------------------------------------------------------------------ | --------------------------------------------------------------- |
| 11月21日 | 美少女戦士セーラームーン 〜In Another Dream〜                  | 愛野美奈子（深見梨加）                       | 「あなたの夢をみたわ」                                             | テレビアニメ『美少女戦士セーラームーン』関連曲                  |
| 1993年   |                                                                |                                              |                                                                    |                                                                 |
| 6月1日   | 美少女戦士セーラームーンR 〜未来へ向かって〜                   | セーラーヴィーナス/ 愛野美奈子（深見梨加）   | 「ルート・ヴィーナス」                                             | テレビアニメ『美少女戦士セーラームーンR』関連曲                 |
| 12月1日  | Moon Revenge/I am セーラームーン                               | セーラー戦士                                 | 「Moon Revenge」                                                   | 劇場アニメ『劇場版美少女戦士セーラームーンR』主題歌             |
| 12月1日  | Moon Revenge/I am セーラームーン                               | セーラームーン（三石琴乃）&セーラー戦士      | 「I am セーラームーン」                                            | 劇場アニメ『メイクアップ!セーラー戦士』主題歌                   |
| 12月21日 | 美少女戦士セーラームーンR 音楽集                               | セーラー戦士                                 | 「Moon Revenge」                                                   | 劇場アニメ『劇場版美少女戦士セーラームーンR』主題歌             |
| 12月21日 | 美少女戦士セーラームーンR 音楽集                               | セーラームーン（三石琴乃）&セーラー戦士      | 「I am セーラームーン」                                            | 劇場アニメ『メイクアップ!セーラー戦士』主題歌                   |
| 1994年   |                                                                |                                              |                                                                    |                                                                 |
| 6月1日   | せつなくていい                                                 | セーラーヴィーナス/ 愛野美奈子（深見梨加）   | 「せつなくていい」                                                 | テレビアニメ『美少女戦士セーラームーンR』関連曲                 |
| 4月21日  | 美少女戦士セーラームーンR 〜乙女の詩集〜                       | セーラーヴィーナス/ 愛野美奈子（深見梨加）   | 「せつなくていい」                                                 | テレビアニメ『美少女戦士セーラームーンR』関連曲                 |
| 7月21日  | PCエンジン版「美少女戦士セーラームーン」主題歌                 | セーラー戦士                                 | 「恋する乙女は負けない」 「同じ星に生まれた二人だから」            | テレビアニメ『美少女戦士セーラームーンR』関連曲                 |
| 9月21日  | 鬼切丸 オリジナル・サウンドトラック                            | 節子（深見梨加）                             | 「命の願い」                                                       | OVA『鬼切丸』関連曲                                             |
| 10月1日  | タキシード・ミラージュ/愛の戦士                                | セーラー戦士                                 | 「タキシード・ミラージュ」                                         | テレビアニメ『美少女戦士セーラームーンS』エンディングテーマ     |
| 11月21日 | 美少女戦士セーラームーンS BIG BOX                              | セーラー戦士                                 | 「Moon Revenge」 「タキシード・ミラージュ」                        | テレビアニメ『美少女戦士セーラームーンS』関連曲                 |
| 1995年   |                                                                |                                              |                                                                    |                                                                 |
| 12月1日  | 美少女戦士セーラームーンSuperS Christmas For You               | セーラー戦士                                 | 「赤鼻のトナカイ」 「きよしこの夜」                                | テレビアニメ『美少女戦士セーラームーンSuperS』関連曲            |
| 12月1日  | 美少女戦士セーラームーンSuperS Christmas For You               | 愛野美奈子（深見梨加）、コロムビアゆりかご会 | 「おめでとうクリスマス」 「サンタが町にやってくる」                | テレビアニメ『美少女戦士セーラームーンSuperS』関連曲            |
| 1996年   |                                                                |                                              |                                                                    |                                                                 |
| 6月1日   | クォヴァディス ドラマサウンドトラック                          | アディラ・カーン（深見梨加）                 | 「かけがえのない時間」                                             | プレイステーション用ゲームソフト『QUOVADIS』関連曲              |
| 11月1日  | 美少女戦士セーラームーンセーラースターズ Merry Christmas!      | セーラー戦士                                 | 「セーラームーン・クリスマス」 「赤鼻のトナカイ」 「きよしこの夜」 | テレビアニメ『美少女戦士セーラームーンセーラースターズ』関連曲  |
| 11月1日  | 美少女戦士セーラームーンセーラースターズ Merry Christmas!      | 愛野美奈子（深見梨加）                       | 「ママがサンタにキッスした」 「恋人がサンタクロース」              | テレビアニメ『美少女戦士セーラームーンセーラースターズ』関連曲  |
| 11月1日  | セーラームーン・クリスマス                                     | セーラー戦士                                 | 「セーラームーン・クリスマス」                                     | テレビアニメ『美少女戦士セーラームーンセーラースターズ』関連曲  |
| 12月21日 | 愛の女神のHow to love                                          | セーラービーナス/ 愛野美奈子（深見梨加）     | 「愛の女神のHow to love」                                          | テレビアニメ『美少女戦士セーラームーン セーラースターズ』関連曲 |
| 1999年   |                                                                |                                              |                                                                    |                                                                 |
| 1月15日  | 金田一少年の事件簿 オールスターズ ソングアルバム「LOVE SONGS」 | 月島冬子（深見梨加）                         | 「一緒にいたかった」                                               | テレビアニメ『金田一少年の事件簿』関連曲                        |

### 未音源化楽曲
| 時期   | 歌       | 楽曲       | 備考                                             |
| ------ | -------- | ---------- | ------------------------------------------------ |
| 2006年 | 深見梨加 | 「夏日星」 | テレビアニメ『NARUTO -ナルト-』挿入歌（第182話） |